# Santuario Togakushi
Il Santuario Togakushi (戸隠神社?, Togakushi Jinja) è un santuario shintoista giapponese a Nagano, nella prefettura di Nagano. Il santuario si trova alla base del Monte Togakushi (1.904 metri) nel Parco nazionale di Myōkō-Togakushi Renzan, nelle boscose montagne Togakushi, considerate sacre fin dall'antichità. In realtà è composto da cinque santuari, conosciuti come aree del santuario inferiore, medio e superiore (rispettivamente Togakushi Hōkō-sha, Hino-miko-sha, Togakushi chū-sha, Togakushi Oku-sha e Kuzuryu-sha), ognuno dei quali è lontano da gli altri circa 2 chilometri.

## Storia
Si dice che l'attuale santuario Oku-sha sia stato costruito nel 5º anno dell'imperatore Kōgen (210 aC), ma si dice che il santuario di Kuzuryu sia ancora più antico. Secondo il folclore giapponese, il kami Kuzuryū, il padrone di questa terra (地主神, jinushigami, letteralmente kami padrone della terra), ha accolto il kami Ame-no-Tajikarao. La tradizione buddista sostiene che un monaco di nome Gakumon scoprì la zona dov'è presente l'Oku-sha e lì iniziò la pratica dello Shugendō nel 2º anno dell'era Kashō (849 d.C.). Secondo il Nihon shoki, l'imperatore Tenmu fece realizzare una mappa dell'area nel 684 d.C. e un edificio temporaneo fu costruito l'anno successivo.
Il santuario di Togakushi è stato un luogo di pellegrinaggio durante gli otto secoli successivi. Conosciuto in tutto il paese come il tempio Togakushi-san Kanshuin Kenkouji, era molto famoso insieme al santuario di Ise, al monte Kōya e al tempio Enryaku-ji.
Nell'era Meiji, il governo emanò un ordine per separare lo Shintoismo e il Buddismo e un ordine per abolire la setta Shugendō. Fino a quel momento, era comune in Giappone che gli stessi edifici fossero usati sia come templi (buddisti) che come santuari (shintoisti). Fino al XIX secolo, le attività buddiste al Tempio Togakushi erano dedicate ad Avalokiteśvara. Le statue buddiste che a quel tempo erano custodite nei templi di Togakushi sono ancora custodite nei templi dei villaggi vicino a Togakushi.
Nell'autunno del 2020 è previsto il completamento del grande cancello torii del Santuario Togakushi Chusha, che è stato ricostruito a causa del deterioramento. Sul "tenon" che collega gli hashira (柱, pilastri) e lo shimaki (島木, trave dell'isola) è stato scritto il messaggio "sedazione della peste" nella speranza che il nuovo coronavirus finisse.

## Leggenda
Questo luogo ricopre un ruolo importante nella mitologia giapponese ed è legato alla figura della dea Amaterasu, la dea del Sole nello shintoismo giapponese, considerata la mitica antenata diretta della famiglia imperiale giapponese. Si narra che la divinità si nascose in una caverna lungo il pendio del Monte Togakushi, dopo che suo fratello si era comportato in malo modo, lasciando che l'oscurità avvolgesse il mondo. Le altre divinità cominciarono ad eseguire canti e danze spettacolari di fronte alla grotta finché la dea non si decise ad uscire. A quel punto, le divinità scagliarono con veemenza la porta della grotta, per impedirle di tornarci. Da questo episodio deriva anche il nome della regione: Togakushi significa infatti "porta nascondiglio".

## Santuari
- L'Hōkō-sha (santuario inferiore) è dedicato ad una divinità protettrice della maternità, dell'apprendimento, delle arti, del cucito e delle donne e delle ragazze. È il primo santuario che si incontra nella salita dai piedi della montagna, lungo le scale c'è un folto bosco di cedri.
- Hino-miko-sha è dedicato ad una divinità protettrice della danza, dell'intrattenimento e della protezione dal fuoco.
- Il Chū-sha (santuario centrale) è dedicato al Dio della saggezza. Intorno al recinto, c'è un albero di cedro giapponese di 900 anni, che è designato come monumento naturale.
- L'Oku-sha (santuario superiore) è dedicato a Ame-no-Tajikarao. C'è uno "Zuishinmon (Sanmon)" rosso sulla strada, e sul retro c'è una fila di alberi di cedro che si dice siano stati piantati nel XVII secolo.
- Il Kuzuryu-sha è dedicato ad una divinità protettrice della pioggia e il dio proprietario dei villaggi Togakushi. Kuzuryū significa drago a nove teste. Il monte Togakushi è costellato di grotte. Un corridoio prosegue dal santuario principale fino alla cima di Iwakura sul lato destro del santuario principale, che diventa la "grotta del drago".

Il sentiero per Okusha conduce attraverso un viale di cedri giapponesi di circa 900 anni, attraverso un torii.
Sulla strada per il santuario ci sono un certo numero di ristoranti che offrono Soba Noodles Togakushi , famosi in Giappone . Il santuario è anche noto per i suoi kagura , danze cerimoniali che si dice abbiano qui una tradizione di 1.300 anni.
Il santuario è una popolare attrazione turistica ed è raggiungibile in un'ora di autobus da Nagano.

## Galleria d'immagini

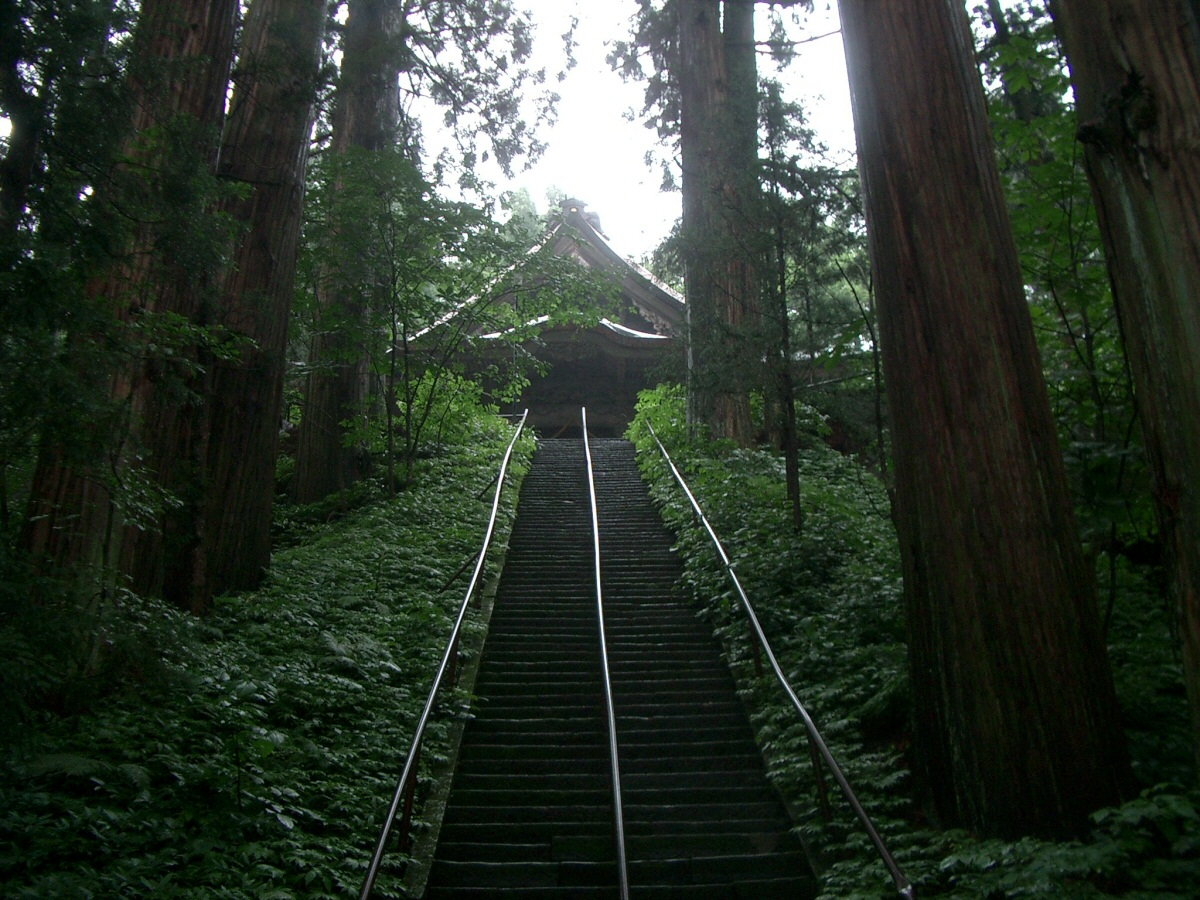
I gradini che portano all'Hōkōsha
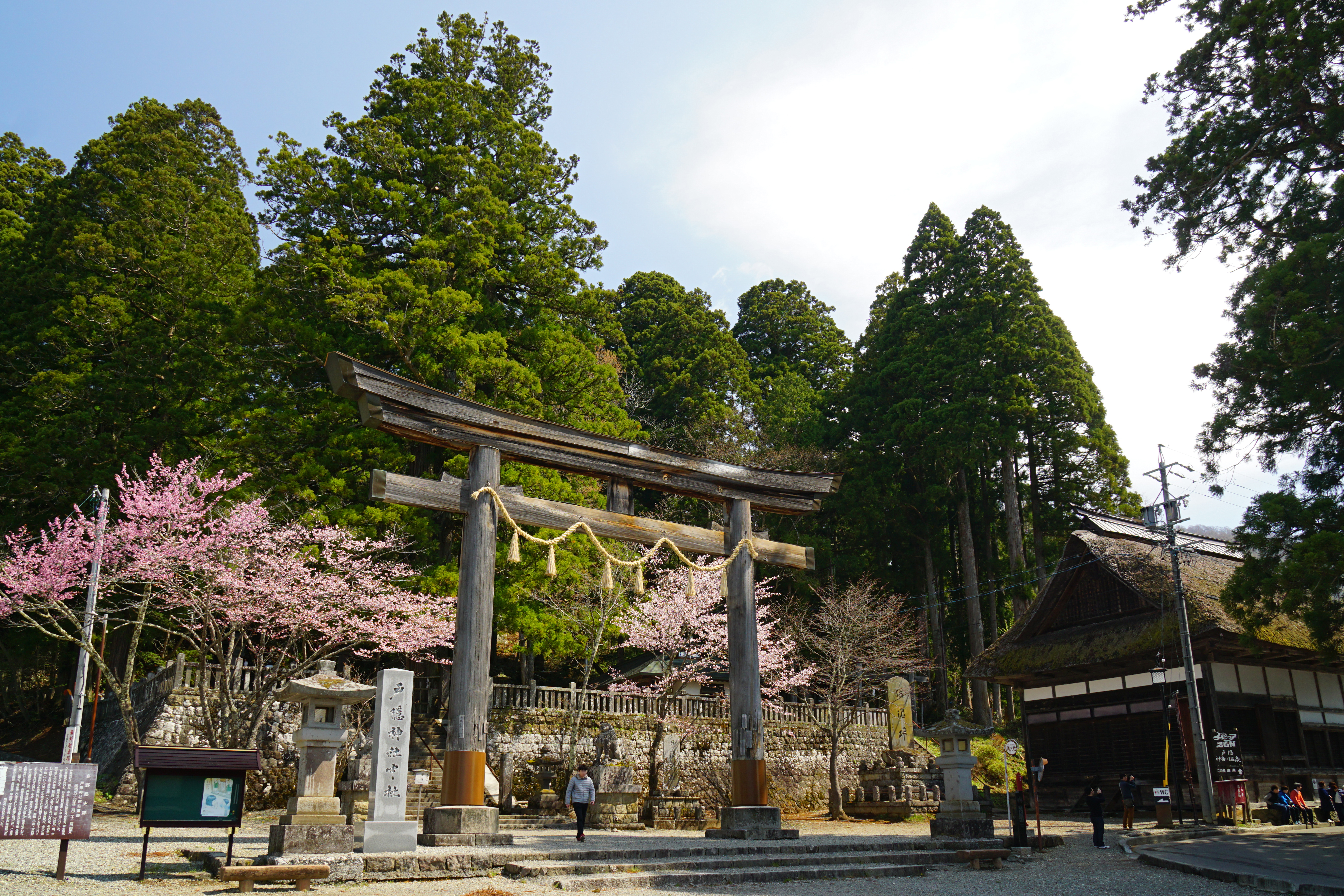
Il santuario centrale Chū-sha
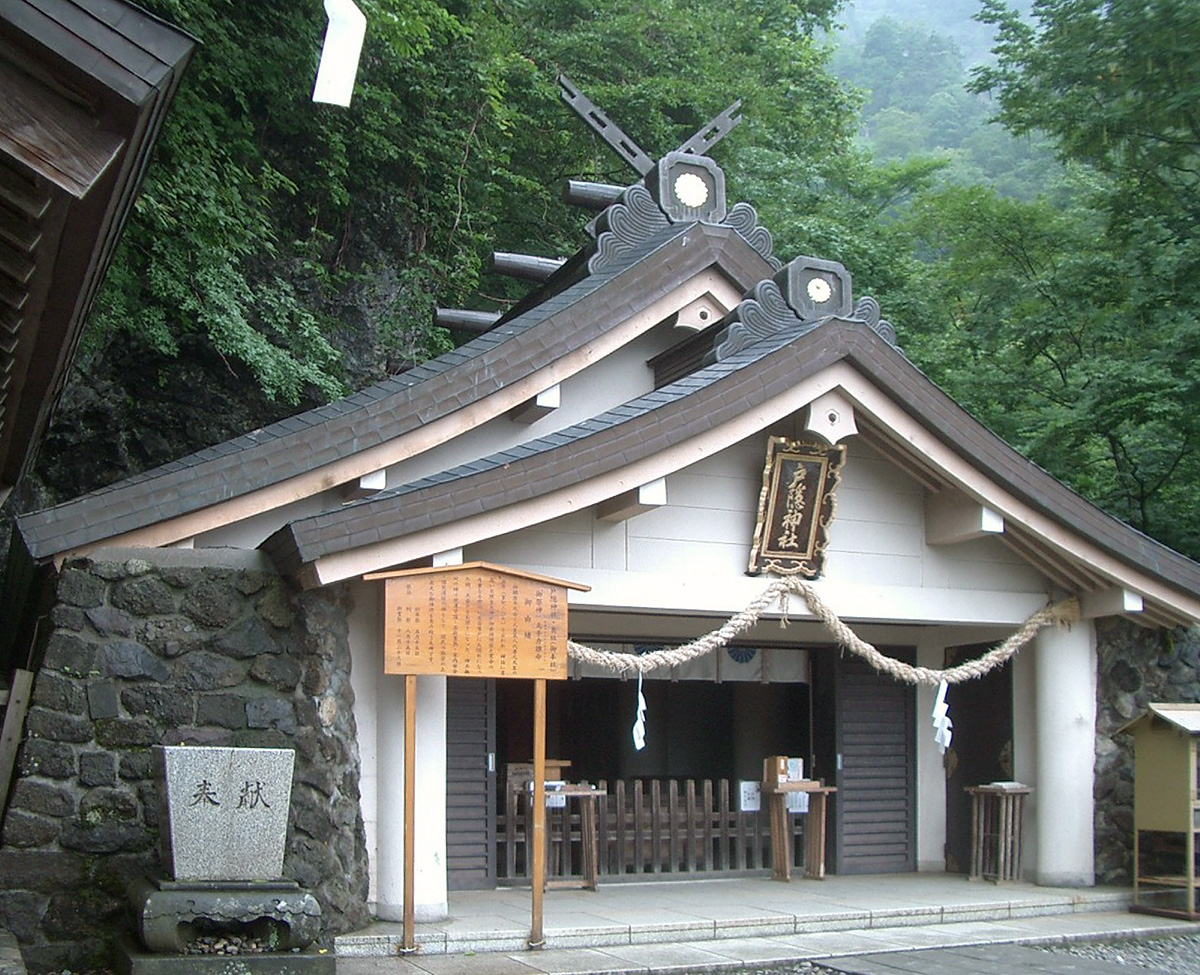
Il santuario superiore Oku-sha
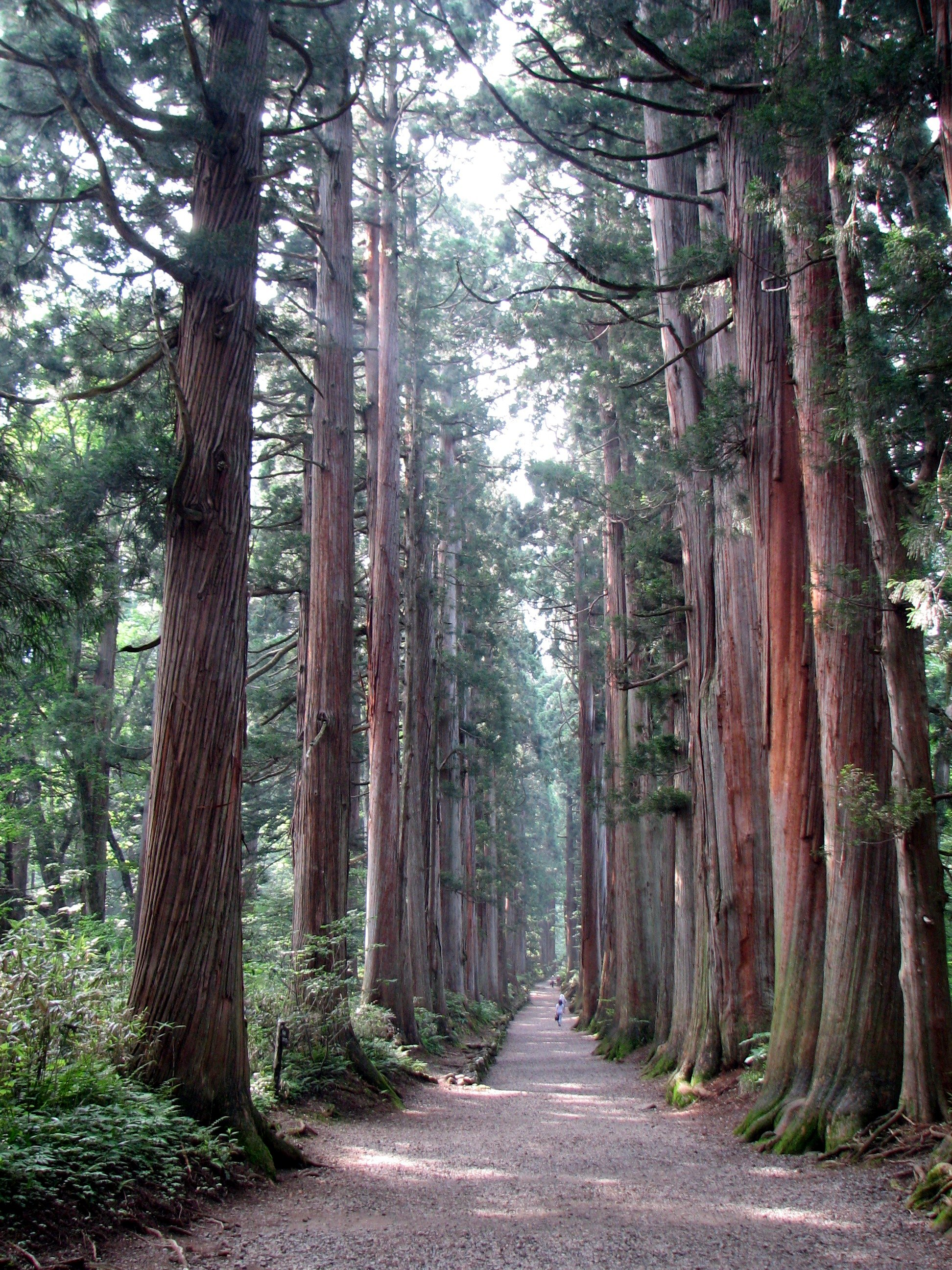
Il viale di alberi di cedro sul percorso che porta a Okusha e Kuzuryusha
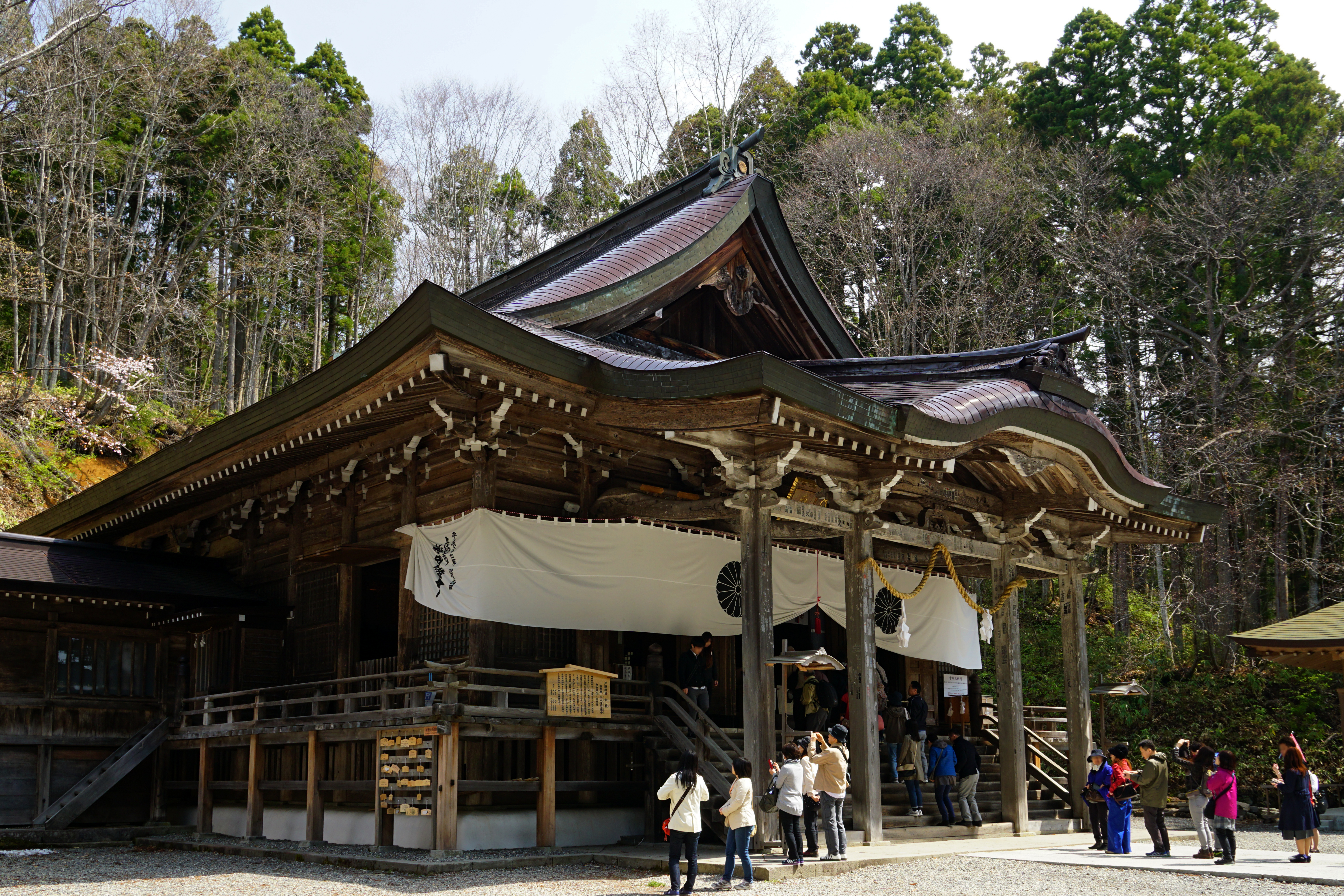
Haiden di Chusha
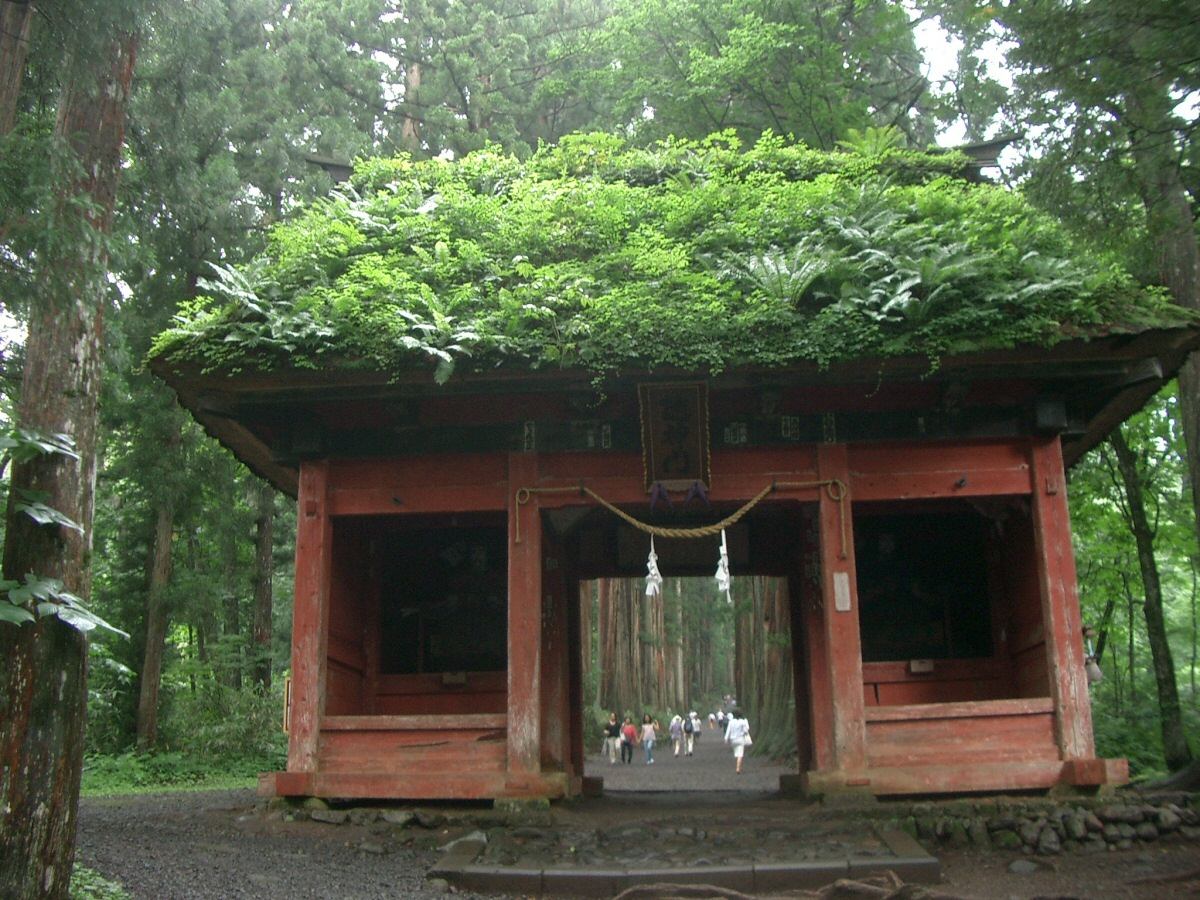
Lo Zuishinmon (Porta del Guardiano) di fronte al sentiero dei cedri per Okusha
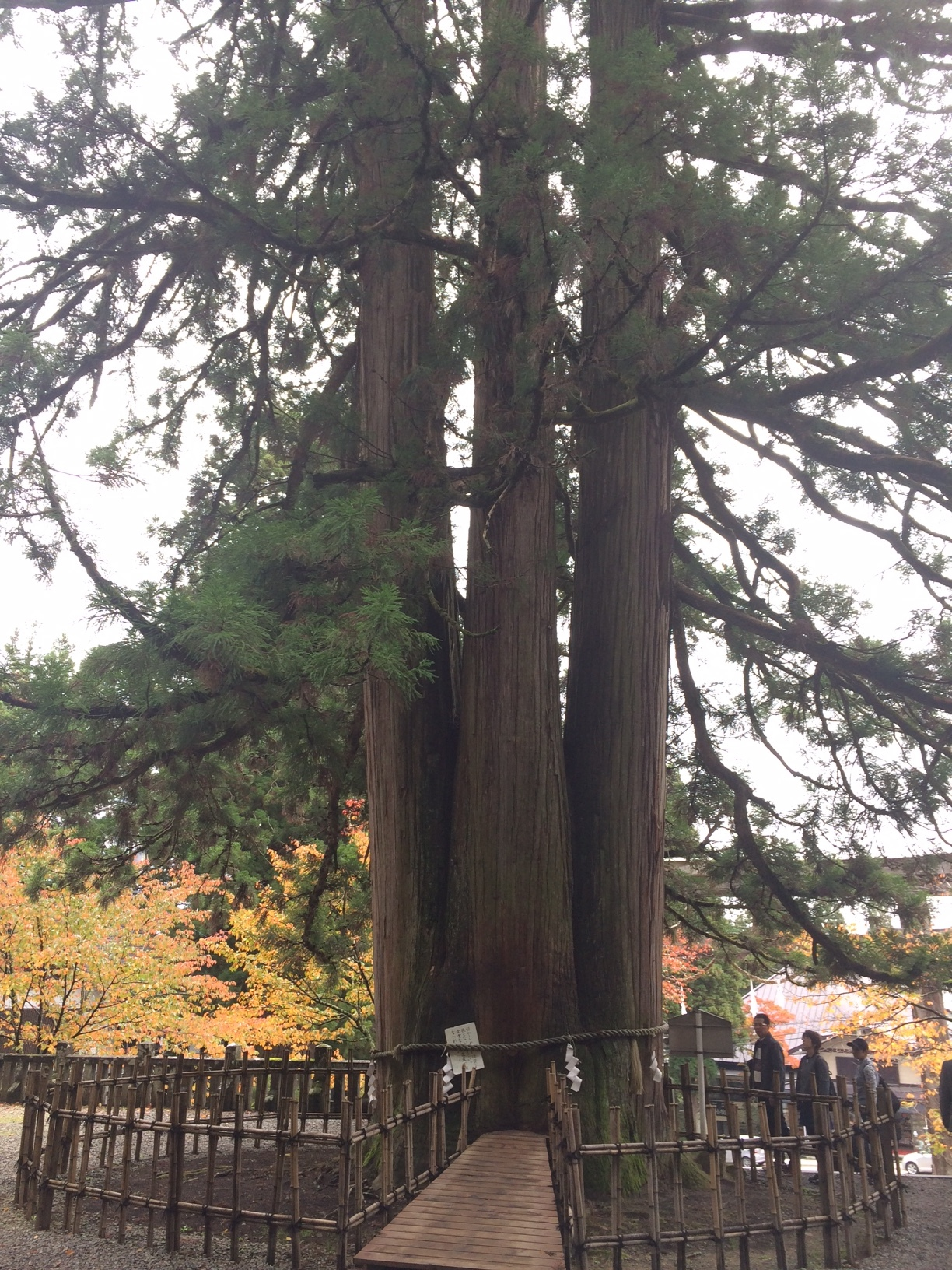
Sanbonsugi davanti a Chusha (monumento naturale)